# Gapeau FM
Gapeau FM est une station de radio FM française, locale, créée en 2003, basée à Solliès-Pont et diffusant ses programmes sur la fréquence 100,9 MHz dans le département du Var. 
Elle compte une douzaine d'animateurs et chroniqueurs bénévoles qui se partagent les 80 heures hebdomadaires de direct.
Sa programmation musicale s'adresse aux 25/55 ans et comporte 50 % de chansons d'expression francophone. Gapeau FM se veut être une radio de proximité, généraliste et populaire. 

## Identité visuelle

### Logos

Ancien logo de 2004 à 2011
Logo depuis 2011

## Vocations
La radio locale de proximité couvre un territoire de plus 150 000 habitants, qui comprend les cantons de Solliès-Pont, Cuers, La Crau, les communes de Hyères, La Garde et Le Pradet.
Ses vocations sont d'une part de valoriser les associations et leurs événements, les savoir-faire locaux et les territoires de la vallée du Gapeau, du département du Var et de la région Provence-Alpes-Côte d'Azur et d'autre part de mette en place un travail pédagogique à destination des écoles, des collèges et des lycées de la zone d'écoute.